# UFC 139
UFC 139: Shogun vs. Henderson foi um evento de artes marciais mistas promovido pelo Ultimate Fighting Championship, realizado em 20 de novembro de 2011 na HP Pavilion em San Jose, California.

## Evento
Dana White anunciou que o vencedor do evento principal entre Rua e Henderson provavelmente estará na fila para uma disputa de cinturão da categoria, atualmente defendido por Jon Jones.

## Bônus da Noite
- Luta da Noite (Fight of the Night):  Maurício Rua vs.  Dan Henderson e  Wanderlei Silva vs.  Cung Le
- Nocaute da Noite (Knockout of the Night):  Michael McDonald
- Finalização da Noite (Submission of the Night):  Urijah Faber